# 穆通阿
穆通阿（1794年 - ？），钮祜禄氏，字子理，号似山，满洲镶黄旗人。穆通阿曾考中道光八年戊子科举人、道光九年己丑科进士。曾任理藩院笔帖式，后经选拔成为翰林院庶吉士、亦曾任山东博兴县知县。

## 家族
穆通阿的父亲是福尔崧阿，有一姐妹嫁给了协办大学士觉罗長麟的孙子觉罗普年。他的祖父策布坦曾任陕西延绥镇总兵、伯父福克精阿曾任大理寺少卿、西宁办事大臣等职。堂兄弟穆扬阿曾任广西知府、右江道等职，福克精阿的孙女、穆扬阿的女儿即为咸丰帝孝贞显皇后。穆扬阿有子广科，广科的女儿是刑部尚书、奉国将军溥興的三继妻。
策布坦有一女为和硕肃慎亲王敬敏继福晋，另一女为辅国将军永蕃继妻。福克精阿有一女为郑亲王端华嫡福晋，穆扬阿另二女分别为和硕庄厚亲王奕仁嫡福晋、奉恩将军綿林继妻。